# Blada de fulla petita
La blada de fulla petita, arbre de l'or, auró (País Valencià), blada, erable o rotaboc (Acer granatense, Boiss o Acer opalus subsp. granatense (Boiss.) Font Quer i Rothm.) és un endemisme del nord d'Àfrica (serralada rifenya del Marroc), illa de Mallorca i sud-est de la península Ibèrica. Té un estatus de conservació quasi amenaçada. És molt apreciat en ornamentació per la bellesa del seu fullatge i ombra espessa.
És un arbust poc elevat, de branques obertes. És un arbre caducifoli de corfa llisa i grisenca, les fulles són oposades i palmades, el pecíol és llarg i rogenc, les flors són groguenques, disposades en corimbes penjats, els fruits els formen dos anous unides. A l'hemisferi nord, florix al març i abril coincidint amb l'eixida de les fulles. El fruit que madura a la tardor, té ales rectes que divergixen en angle agut.
Habita sobre sòls calcaris i llocs amb prou humitat i frescor, sent freqüent la seua localització prop de cursos d'aigua i en penya-segats rocosos amb un poc d'ombria. Necessita sòls humits per al seu òptim desenrotllament. Pot viure fins a cent anys. Aquest auró no sol formar masses denses i es troba en llocs d'ombria i humitat de rouredes. Se situa sovint junt amb el cirerer silvestre, i en les vores de cursos d'aigua, junt amb el fleix. Preferix llocs poc solejats, en barrancs amb sòls frescos i profunds junt amb roures, aranyoners, fals plàtan, coralets, teixos, etc., en el pis supramediterrani entre els 1.200 i els 2.000 metres d'altitud.